# 레메디
《레머디》(영어: Remedy)는 2014년부터 2015년까지 방영된 캐나다의 드라마이다.